# (3356) Resnik
(3356) Resnik ist ein Asteroid des Hauptgürtels, der am 6. März 1984 von dem US-amerikanischen Astronomen Edward L. G. Bowell entdeckt wurde.
Der Asteroid wurde nach der US-amerikanischen Astronautin Judith Resnik benannt, die als Missions-Expertin des Challenger-Fluges STS-51-L am 28. Januar 1986 ums Leben kam. Die Raumfähre war kurz nach dem Start durch die Explosion ihres Flüssigtreibstofftanks zerrissen worden.